# Caradriformes

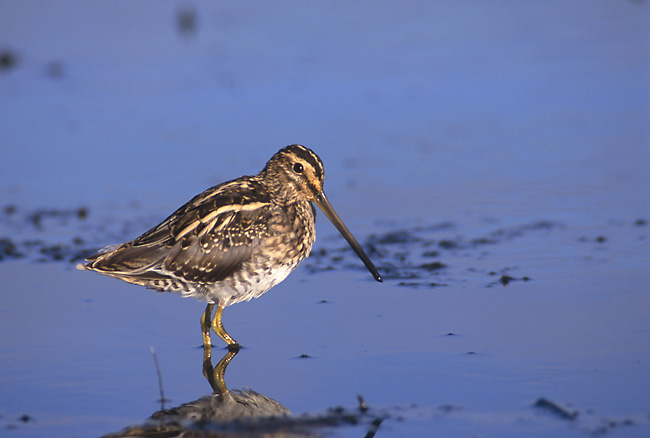
Becadell comú (Gallinago gallinago).

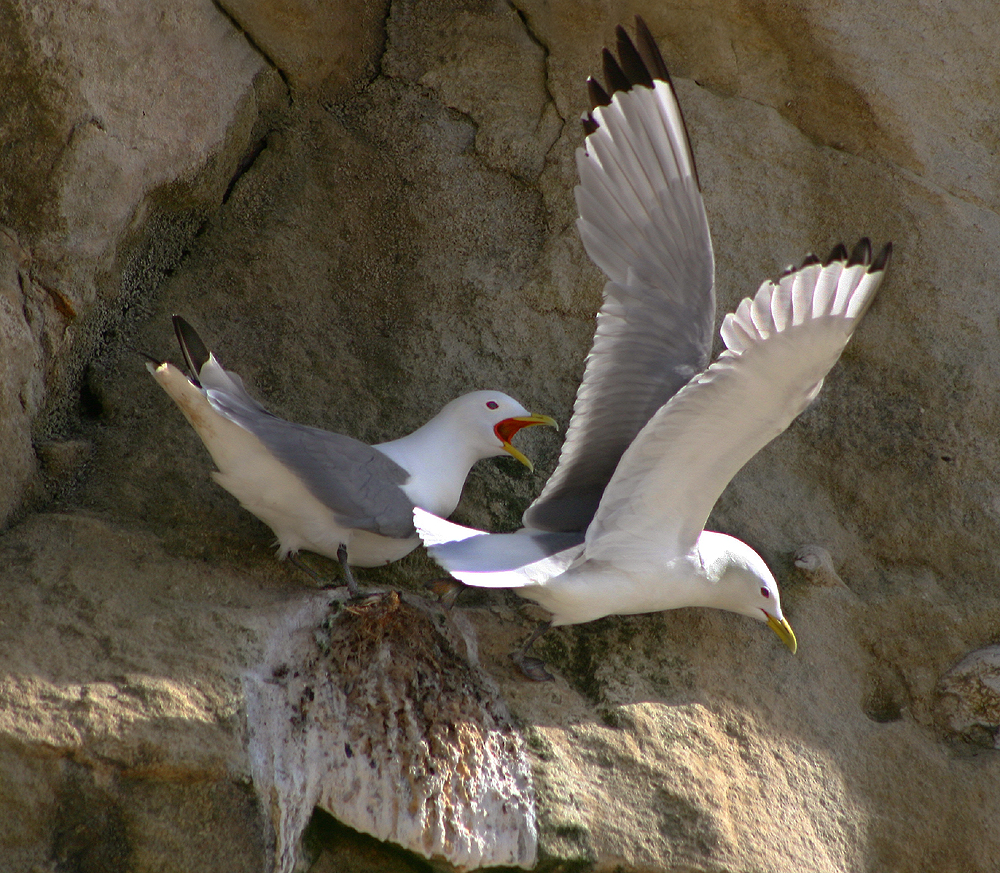
Gavineta (Rissa tridactyla).

Els caradriformes (Charadriiformes) són un ordre d'ocells que inclou nombroses espècies de característiques molt diferents, i que potser tan sols es poden agrupar -ultra la seua proximitat filogenètica- per la necessitat comuna de medis aquàtics. Malgrat tot, es poden assenyalar tres grups sense categoria sistemàtica: els limícoles o ocells de ribera, les gavines i els xatracs, i els àlcids.
La majoria de limícoles pertanyen a la família Charadriidae i a la família Scolopacidae, i es mouen en una zona ecològicament molt rica i que possibilita l'existència abundosa d'aus, com és la de les riberes. Precisament, el medi físic d'aquesta zona condiciona l'anatomia d'aquests animals: principalment, en la forma de les potes i del bec.
Tenen les potes llargues per poder-se desplaçar còmodament pel terreny fangós. Fins i tot, són bons corredors, encara que no per això deixen de practicar un vol potent i ràpid, que els permet d'emprendre llargues migracions. Únicament tenen tres dits, perquè l'altre està molt atrofiat. Quant al bec, té la longitud i l'amplada adequada per poder remoure el fang i extreure'n els petits animals de què s'alimenten. També tenen el plomatge molt compacte. Una altra característica remarcable és el seu sentit marcadament gregari, que desapareix durant l'època de cria.
Les gavines i els xatracs integren un altre grup. Són ocells d'ales llargues, que els permeten de practicar un bon vol. En general, l'aigua és la seua font d'aliments.
De la família dels àlcids només dues espècies s'han vist amb alguna freqüència a les costes dels Països Catalans, però no hi nidifiquen. A aquesta família pertany el pingüí. Són aus marines, de vol ràpid i bones nedadores. Crien, allà on ho fan, en espectaculars colònies que arriben a entapissar totalment els penya-segats que els serveixen de refugi.

## Famílies
- Subordre Scolopaci
  - Família Scolopacidae
- Subordre Thinocori
  - Família Rostratulidae
  - Família Jacanidae
  - Família Thinocoridae
  - Família Pedionomidae
- Subordre Lari
  - Família Laridae
  - Família Rynchopidae
  - Família Sternidae
  - Família Alcidae
  - Família Stercorariidae
  - Família Glareolidae
  - Família Dromadidae
- Subordre Turnici
  - Família Turnicidae
- Subordre Chionidi
  - Família Burhinidae
  - Família Chionididae
  - Família Pluvianellidae
- Subordre Charadrii
  - Família Ibidorhynchidae
  - Família Recurvirostridae
  - Família Haematopodidae
  - Família Charadriidae

|  | Burhinidae – stone-curlews, thick-knees (10 espècies)                                                       |
|  | |
|  | \| \| Pluvianellidae – Magellanic Plover \| \| \| \| \| \| Chionidae – sheathbills (2 espècies) \| \| \| \| |
|  | |
|  | Pluvianellidae – Magellanic Plover                                                                          |
|  | |
|  | Chionidae – sheathbills (2 espècies)                                                                        |
|  | |

|  | Pluvianellidae – Magellanic Plover   |
|  |                                      |
|  | Chionidae – sheathbills (2 espècies) |
|  |                                      |

|  | Recurvirostridae – stilts, avocets (10 espècies)                                                             |
|  | |
|  | \| \| Ibidorhynchidae – ibisbill \| \| \| \| \| \| Haematopodidae – oystercatchers (12 espècies) \| \| \| \| |
|  | |
|  | Ibidorhynchidae – ibisbill                                                                                   |
|  | |
|  | Haematopodidae – oystercatchers (12 espècies)                                                                |
|  | |

|  | Ibidorhynchidae – ibisbill                    |
|  |                                               |
|  | Haematopodidae – oystercatchers (12 espècies) |
|  |                                               |

|  | Recurvirostridae – stilts, avocets (10 espècies)                                                             |
|  | |
|  | \| \| Ibidorhynchidae – ibisbill \| \| \| \| \| \| Haematopodidae – oystercatchers (12 espècies) \| \| \| \| |
|  | |
|  | Ibidorhynchidae – ibisbill                                                                                   |
|  | |
|  | Haematopodidae – oystercatchers (12 espècies)                                                                |
|  | |

|  | Ibidorhynchidae – ibisbill                    |
|  |                                               |
|  | Haematopodidae – oystercatchers (12 espècies) |
|  |                                               |

|  | Recurvirostridae – stilts, avocets (10 espècies)                                                             |
|  | |
|  | \| \| Ibidorhynchidae – ibisbill \| \| \| \| \| \| Haematopodidae – oystercatchers (12 espècies) \| \| \| \| |
|  | |
|  | Ibidorhynchidae – ibisbill                                                                                   |
|  | |
|  | Haematopodidae – oystercatchers (12 espècies)                                                                |
|  | |

|  | Ibidorhynchidae – ibisbill                    |
|  |                                               |
|  | Haematopodidae – oystercatchers (12 espècies) |
|  |                                               |

|  | Recurvirostridae – stilts, avocets (10 espècies)                                                             |
|  | |
|  | \| \| Ibidorhynchidae – ibisbill \| \| \| \| \| \| Haematopodidae – oystercatchers (12 espècies) \| \| \| \| |
|  | |
|  | Ibidorhynchidae – ibisbill                                                                                   |
|  | |
|  | Haematopodidae – oystercatchers (12 espècies)                                                                |
|  | |

|  | Ibidorhynchidae – ibisbill                    |
|  |                                               |
|  | Haematopodidae – oystercatchers (12 espècies) |
|  |                                               |

|  | Burhinidae – stone-curlews, thick-knees (10 espècies)                                                       |
|  | |
|  | \| \| Pluvianellidae – Magellanic Plover \| \| \| \| \| \| Chionidae – sheathbills (2 espècies) \| \| \| \| |
|  | |
|  | Pluvianellidae – Magellanic Plover                                                                          |
|  | |
|  | Chionidae – sheathbills (2 espècies)                                                                        |
|  | |

|  | Pluvianellidae – Magellanic Plover   |
|  |                                      |
|  | Chionidae – sheathbills (2 espècies) |
|  |                                      |

|  | Recurvirostridae – stilts, avocets (10 espècies)                                                             |
|  | |
|  | \| \| Ibidorhynchidae – ibisbill \| \| \| \| \| \| Haematopodidae – oystercatchers (12 espècies) \| \| \| \| |
|  | |
|  | Ibidorhynchidae – ibisbill                                                                                   |
|  | |
|  | Haematopodidae – oystercatchers (12 espècies)                                                                |
|  | |

|  | Ibidorhynchidae – ibisbill                    |
|  |                                               |
|  | Haematopodidae – oystercatchers (12 espècies) |
|  |                                               |

|  | Recurvirostridae – stilts, avocets (10 espècies)                                                             |
|  | |
|  | \| \| Ibidorhynchidae – ibisbill \| \| \| \| \| \| Haematopodidae – oystercatchers (12 espècies) \| \| \| \| |
|  | |
|  | Ibidorhynchidae – ibisbill                                                                                   |
|  | |
|  | Haematopodidae – oystercatchers (12 espècies)                                                                |
|  | |

|  | Ibidorhynchidae – ibisbill                    |
|  |                                               |
|  | Haematopodidae – oystercatchers (12 espècies) |
|  |                                               |

|  | Recurvirostridae – stilts, avocets (10 espècies)                                                             |
|  | |
|  | \| \| Ibidorhynchidae – ibisbill \| \| \| \| \| \| Haematopodidae – oystercatchers (12 espècies) \| \| \| \| |
|  | |
|  | Ibidorhynchidae – ibisbill                                                                                   |
|  | |
|  | Haematopodidae – oystercatchers (12 espècies)                                                                |
|  | |

|  | Ibidorhynchidae – ibisbill                    |
|  |                                               |
|  | Haematopodidae – oystercatchers (12 espècies) |
|  |                                               |

|  | Recurvirostridae – stilts, avocets (10 espècies)                                                             |
|  | |
|  | \| \| Ibidorhynchidae – ibisbill \| \| \| \| \| \| Haematopodidae – oystercatchers (12 espècies) \| \| \| \| |
|  | |
|  | Ibidorhynchidae – ibisbill                                                                                   |
|  | |
|  | Haematopodidae – oystercatchers (12 espècies)                                                                |
|  | |

|  | Ibidorhynchidae – ibisbill                    |
|  |                                               |
|  | Haematopodidae – oystercatchers (12 espècies) |
|  |                                               |

|  | Rostratulidae – painted-snipes (3 espècies) |
|  |                                             |
|  | Jacanidae – jacanas (8 espècies)            |
|  |                                             |

|  | Pedionomidae – plains-wanderer         |
|  |                                        |
|  | Thinocoridae – seedsnipes (4 espècies) |
|  |                                        |

|  | Rostratulidae – painted-snipes (3 espècies) |
|  |                                             |
|  | Jacanidae – jacanas (8 espècies)            |
|  |                                             |

|  | Pedionomidae – plains-wanderer         |
|  |                                        |
|  | Thinocoridae – seedsnipes (4 espècies) |
|  |                                        |

|  | Rostratulidae – painted-snipes (3 espècies) |
|  |                                             |
|  | Jacanidae – jacanas (8 espècies)            |
|  |                                             |

|  | Pedionomidae – plains-wanderer         |
|  |                                        |
|  | Thinocoridae – seedsnipes (4 espècies) |
|  |                                        |

|  | Rostratulidae – painted-snipes (3 espècies) |
|  |                                             |
|  | Jacanidae – jacanas (8 espècies)            |
|  |                                             |

|  | Pedionomidae – plains-wanderer         |
|  |                                        |
|  | Thinocoridae – seedsnipes (4 espècies) |
|  |                                        |

|  | Dromadidae – cranc-plover                        |
|  |                                                  |
|  | Glareolidae – cursers, pratincoles (17 espècies) |
|  |                                                  |

|  | Laridae – gavines, xatracs, skimmers (103 espècies)                                                  |
|  | |
|  | \| \| Stercorariidae – skuas (7 espècies) \| \| \| \| \| \| Alcidae – auks (25 espècies) \| \| \| \| |
|  | |
|  | Stercorariidae – skuas (7 espècies)                                                                  |
|  | |
|  | Alcidae – auks (25 espècies)                                                                         |
|  | |

|  | Stercorariidae – skuas (7 espècies) |
|  |                                     |
|  | Alcidae – auks (25 espècies)        |
|  |                                     |

|  | Dromadidae – cranc-plover                        |
|  |                                                  |
|  | Glareolidae – cursers, pratincoles (17 espècies) |
|  |                                                  |

|  | Laridae – gavines, xatracs, skimmers (103 espècies)                                                  |
|  | |
|  | \| \| Stercorariidae – skuas (7 espècies) \| \| \| \| \| \| Alcidae – auks (25 espècies) \| \| \| \| |
|  | |
|  | Stercorariidae – skuas (7 espècies)                                                                  |
|  | |
|  | Alcidae – auks (25 espècies)                                                                         |
|  | |

|  | Stercorariidae – skuas (7 espècies) |
|  |                                     |
|  | Alcidae – auks (25 espècies)        |
|  |                                     |

|  | Dromadidae – cranc-plover                        |
|  |                                                  |
|  | Glareolidae – cursers, pratincoles (17 espècies) |
|  |                                                  |

|  | Laridae – gavines, xatracs, skimmers (103 espècies)                                                  |
|  | |
|  | \| \| Stercorariidae – skuas (7 espècies) \| \| \| \| \| \| Alcidae – auks (25 espècies) \| \| \| \| |
|  | |
|  | Stercorariidae – skuas (7 espècies)                                                                  |
|  | |
|  | Alcidae – auks (25 espècies)                                                                         |
|  | |

|  | Stercorariidae – skuas (7 espècies) |
|  |                                     |
|  | Alcidae – auks (25 espècies)        |
|  |                                     |

|  | Dromadidae – cranc-plover                        |
|  |                                                  |
|  | Glareolidae – cursers, pratincoles (17 espècies) |
|  |                                                  |

|  | Laridae – gavines, xatracs, skimmers (103 espècies)                                                  |
|  | |
|  | \| \| Stercorariidae – skuas (7 espècies) \| \| \| \| \| \| Alcidae – auks (25 espècies) \| \| \| \| |
|  | |
|  | Stercorariidae – skuas (7 espècies)                                                                  |
|  | |
|  | Alcidae – auks (25 espècies)                                                                         |
|  | |

|  | Stercorariidae – skuas (7 espècies) |
|  |                                     |
|  | Alcidae – auks (25 espècies)        |
|  |                                     |

|  | Rostratulidae – painted-snipes (3 espècies) |
|  |                                             |
|  | Jacanidae – jacanas (8 espècies)            |
|  |                                             |

|  | Pedionomidae – plains-wanderer         |
|  |                                        |
|  | Thinocoridae – seedsnipes (4 espècies) |
|  |                                        |

|  | Rostratulidae – painted-snipes (3 espècies) |
|  |                                             |
|  | Jacanidae – jacanas (8 espècies)            |
|  |                                             |

|  | Pedionomidae – plains-wanderer         |
|  |                                        |
|  | Thinocoridae – seedsnipes (4 espècies) |
|  |                                        |

|  | Rostratulidae – painted-snipes (3 espècies) |
|  |                                             |
|  | Jacanidae – jacanas (8 espècies)            |
|  |                                             |

|  | Pedionomidae – plains-wanderer         |
|  |                                        |
|  | Thinocoridae – seedsnipes (4 espècies) |
|  |                                        |

|  | Rostratulidae – painted-snipes (3 espècies) |
|  |                                             |
|  | Jacanidae – jacanas (8 espècies)            |
|  |                                             |

|  | Pedionomidae – plains-wanderer         |
|  |                                        |
|  | Thinocoridae – seedsnipes (4 espècies) |
|  |                                        |

|  | Dromadidae – cranc-plover                        |
|  |                                                  |
|  | Glareolidae – cursers, pratincoles (17 espècies) |
|  |                                                  |

|  | Laridae – gavines, xatracs, skimmers (103 espècies)                                                  |
|  | |
|  | \| \| Stercorariidae – skuas (7 espècies) \| \| \| \| \| \| Alcidae – auks (25 espècies) \| \| \| \| |
|  | |
|  | Stercorariidae – skuas (7 espècies)                                                                  |
|  | |
|  | Alcidae – auks (25 espècies)                                                                         |
|  | |

|  | Stercorariidae – skuas (7 espècies) |
|  |                                     |
|  | Alcidae – auks (25 espècies)        |
|  |                                     |

|  | Dromadidae – cranc-plover                        |
|  |                                                  |
|  | Glareolidae – cursers, pratincoles (17 espècies) |
|  |                                                  |

|  | Laridae – gavines, xatracs, skimmers (103 espècies)                                                  |
|  | |
|  | \| \| Stercorariidae – skuas (7 espècies) \| \| \| \| \| \| Alcidae – auks (25 espècies) \| \| \| \| |
|  | |
|  | Stercorariidae – skuas (7 espècies)                                                                  |
|  | |
|  | Alcidae – auks (25 espècies)                                                                         |
|  | |

|  | Stercorariidae – skuas (7 espècies) |
|  |                                     |
|  | Alcidae – auks (25 espècies)        |
|  |                                     |

|  | Dromadidae – cranc-plover                        |
|  |                                                  |
|  | Glareolidae – cursers, pratincoles (17 espècies) |
|  |                                                  |

|  | Laridae – gavines, xatracs, skimmers (103 espècies)                                                  |
|  | |
|  | \| \| Stercorariidae – skuas (7 espècies) \| \| \| \| \| \| Alcidae – auks (25 espècies) \| \| \| \| |
|  | |
|  | Stercorariidae – skuas (7 espècies)                                                                  |
|  | |
|  | Alcidae – auks (25 espècies)                                                                         |
|  | |

|  | Stercorariidae – skuas (7 espècies) |
|  |                                     |
|  | Alcidae – auks (25 espècies)        |
|  |                                     |

|  | Dromadidae – cranc-plover                        |
|  |                                                  |
|  | Glareolidae – cursers, pratincoles (17 espècies) |
|  |                                                  |

|  | Laridae – gavines, xatracs, skimmers (103 espècies)                                                  |
|  | |
|  | \| \| Stercorariidae – skuas (7 espècies) \| \| \| \| \| \| Alcidae – auks (25 espècies) \| \| \| \| |
|  | |
|  | Stercorariidae – skuas (7 espècies)                                                                  |
|  | |
|  | Alcidae – auks (25 espècies)                                                                         |
|  | |

|  | Stercorariidae – skuas (7 espècies) |
|  |                                     |
|  | Alcidae – auks (25 espècies)        |
|  |                                     |

|  | Burhinidae – stone-curlews, thick-knees (10 espècies)                                                       |
|  | |
|  | \| \| Pluvianellidae – Magellanic Plover \| \| \| \| \| \| Chionidae – sheathbills (2 espècies) \| \| \| \| |
|  | |
|  | Pluvianellidae – Magellanic Plover                                                                          |
|  | |
|  | Chionidae – sheathbills (2 espècies)                                                                        |
|  | |

|  | Pluvianellidae – Magellanic Plover   |
|  |                                      |
|  | Chionidae – sheathbills (2 espècies) |
|  |                                      |

|  | Recurvirostridae – stilts, avocets (10 espècies)                                                             |
|  | |
|  | \| \| Ibidorhynchidae – ibisbill \| \| \| \| \| \| Haematopodidae – oystercatchers (12 espècies) \| \| \| \| |
|  | |
|  | Ibidorhynchidae – ibisbill                                                                                   |
|  | |
|  | Haematopodidae – oystercatchers (12 espècies)                                                                |
|  | |

|  | Ibidorhynchidae – ibisbill                    |
|  |                                               |
|  | Haematopodidae – oystercatchers (12 espècies) |
|  |                                               |

|  | Recurvirostridae – stilts, avocets (10 espècies)                                                             |
|  | |
|  | \| \| Ibidorhynchidae – ibisbill \| \| \| \| \| \| Haematopodidae – oystercatchers (12 espècies) \| \| \| \| |
|  | |
|  | Ibidorhynchidae – ibisbill                                                                                   |
|  | |
|  | Haematopodidae – oystercatchers (12 espècies)                                                                |
|  | |

|  | Ibidorhynchidae – ibisbill                    |
|  |                                               |
|  | Haematopodidae – oystercatchers (12 espècies) |
|  |                                               |

|  | Recurvirostridae – stilts, avocets (10 espècies)                                                             |
|  | |
|  | \| \| Ibidorhynchidae – ibisbill \| \| \| \| \| \| Haematopodidae – oystercatchers (12 espècies) \| \| \| \| |
|  | |
|  | Ibidorhynchidae – ibisbill                                                                                   |
|  | |
|  | Haematopodidae – oystercatchers (12 espècies)                                                                |
|  | |

|  | Ibidorhynchidae – ibisbill                    |
|  |                                               |
|  | Haematopodidae – oystercatchers (12 espècies) |
|  |                                               |

|  | Recurvirostridae – stilts, avocets (10 espècies)                                                             |
|  | |
|  | \| \| Ibidorhynchidae – ibisbill \| \| \| \| \| \| Haematopodidae – oystercatchers (12 espècies) \| \| \| \| |
|  | |
|  | Ibidorhynchidae – ibisbill                                                                                   |
|  | |
|  | Haematopodidae – oystercatchers (12 espècies)                                                                |
|  | |

|  | Ibidorhynchidae – ibisbill                    |
|  |                                               |
|  | Haematopodidae – oystercatchers (12 espècies) |
|  |                                               |

|  | Burhinidae – stone-curlews, thick-knees (10 espècies)                                                       |
|  | |
|  | \| \| Pluvianellidae – Magellanic Plover \| \| \| \| \| \| Chionidae – sheathbills (2 espècies) \| \| \| \| |
|  | |
|  | Pluvianellidae – Magellanic Plover                                                                          |
|  | |
|  | Chionidae – sheathbills (2 espècies)                                                                        |
|  | |

|  | Pluvianellidae – Magellanic Plover   |
|  |                                      |
|  | Chionidae – sheathbills (2 espècies) |
|  |                                      |

|  | Recurvirostridae – stilts, avocets (10 espècies)                                                             |
|  | |
|  | \| \| Ibidorhynchidae – ibisbill \| \| \| \| \| \| Haematopodidae – oystercatchers (12 espècies) \| \| \| \| |
|  | |
|  | Ibidorhynchidae – ibisbill                                                                                   |
|  | |
|  | Haematopodidae – oystercatchers (12 espècies)                                                                |
|  | |

|  | Ibidorhynchidae – ibisbill                    |
|  |                                               |
|  | Haematopodidae – oystercatchers (12 espècies) |
|  |                                               |

|  | Recurvirostridae – stilts, avocets (10 espècies)                                                             |
|  | |
|  | \| \| Ibidorhynchidae – ibisbill \| \| \| \| \| \| Haematopodidae – oystercatchers (12 espècies) \| \| \| \| |
|  | |
|  | Ibidorhynchidae – ibisbill                                                                                   |
|  | |
|  | Haematopodidae – oystercatchers (12 espècies)                                                                |
|  | |

|  | Ibidorhynchidae – ibisbill                    |
|  |                                               |
|  | Haematopodidae – oystercatchers (12 espècies) |
|  |                                               |

|  | Recurvirostridae – stilts, avocets (10 espècies)                                                             |
|  | |
|  | \| \| Ibidorhynchidae – ibisbill \| \| \| \| \| \| Haematopodidae – oystercatchers (12 espècies) \| \| \| \| |
|  | |
|  | Ibidorhynchidae – ibisbill                                                                                   |
|  | |
|  | Haematopodidae – oystercatchers (12 espècies)                                                                |
|  | |

|  | Ibidorhynchidae – ibisbill                    |
|  |                                               |
|  | Haematopodidae – oystercatchers (12 espècies) |
|  |                                               |

|  | Recurvirostridae – stilts, avocets (10 espècies)                                                             |
|  | |
|  | \| \| Ibidorhynchidae – ibisbill \| \| \| \| \| \| Haematopodidae – oystercatchers (12 espècies) \| \| \| \| |
|  | |
|  | Ibidorhynchidae – ibisbill                                                                                   |
|  | |
|  | Haematopodidae – oystercatchers (12 espècies)                                                                |
|  | |

|  | Ibidorhynchidae – ibisbill                    |
|  |                                               |
|  | Haematopodidae – oystercatchers (12 espècies) |
|  |                                               |

|  | Rostratulidae – painted-snipes (3 espècies) |
|  |                                             |
|  | Jacanidae – jacanas (8 espècies)            |
|  |                                             |

|  | Pedionomidae – plains-wanderer         |
|  |                                        |
|  | Thinocoridae – seedsnipes (4 espècies) |
|  |                                        |

|  | Rostratulidae – painted-snipes (3 espècies) |
|  |                                             |
|  | Jacanidae – jacanas (8 espècies)            |
|  |                                             |

|  | Pedionomidae – plains-wanderer         |
|  |                                        |
|  | Thinocoridae – seedsnipes (4 espècies) |
|  |                                        |

|  | Rostratulidae – painted-snipes (3 espècies) |
|  |                                             |
|  | Jacanidae – jacanas (8 espècies)            |
|  |                                             |

|  | Pedionomidae – plains-wanderer         |
|  |                                        |
|  | Thinocoridae – seedsnipes (4 espècies) |
|  |                                        |

|  | Rostratulidae – painted-snipes (3 espècies) |
|  |                                             |
|  | Jacanidae – jacanas (8 espècies)            |
|  |                                             |

|  | Pedionomidae – plains-wanderer         |
|  |                                        |
|  | Thinocoridae – seedsnipes (4 espècies) |
|  |                                        |

|  | Dromadidae – cranc-plover                        |
|  |                                                  |
|  | Glareolidae – cursers, pratincoles (17 espècies) |
|  |                                                  |

|  | Laridae – gavines, xatracs, skimmers (103 espècies)                                                  |
|  | |
|  | \| \| Stercorariidae – skuas (7 espècies) \| \| \| \| \| \| Alcidae – auks (25 espècies) \| \| \| \| |
|  | |
|  | Stercorariidae – skuas (7 espècies)                                                                  |
|  | |
|  | Alcidae – auks (25 espècies)                                                                         |
|  | |

|  | Stercorariidae – skuas (7 espècies) |
|  |                                     |
|  | Alcidae – auks (25 espècies)        |
|  |                                     |

|  | Dromadidae – cranc-plover                        |
|  |                                                  |
|  | Glareolidae – cursers, pratincoles (17 espècies) |
|  |                                                  |

|  | Laridae – gavines, xatracs, skimmers (103 espècies)                                                  |
|  | |
|  | \| \| Stercorariidae – skuas (7 espècies) \| \| \| \| \| \| Alcidae – auks (25 espècies) \| \| \| \| |
|  | |
|  | Stercorariidae – skuas (7 espècies)                                                                  |
|  | |
|  | Alcidae – auks (25 espècies)                                                                         |
|  | |

|  | Stercorariidae – skuas (7 espècies) |
|  |                                     |
|  | Alcidae – auks (25 espècies)        |
|  |                                     |

|  | Dromadidae – cranc-plover                        |
|  |                                                  |
|  | Glareolidae – cursers, pratincoles (17 espècies) |
|  |                                                  |

|  | Laridae – gavines, xatracs, skimmers (103 espècies)                                                  |
|  | |
|  | \| \| Stercorariidae – skuas (7 espècies) \| \| \| \| \| \| Alcidae – auks (25 espècies) \| \| \| \| |
|  | |
|  | Stercorariidae – skuas (7 espècies)                                                                  |
|  | |
|  | Alcidae – auks (25 espècies)                                                                         |
|  | |

|  | Stercorariidae – skuas (7 espècies) |
|  |                                     |
|  | Alcidae – auks (25 espècies)        |
|  |                                     |

|  | Dromadidae – cranc-plover                        |
|  |                                                  |
|  | Glareolidae – cursers, pratincoles (17 espècies) |
|  |                                                  |

|  | Laridae – gavines, xatracs, skimmers (103 espècies)                                                  |
|  | |
|  | \| \| Stercorariidae – skuas (7 espècies) \| \| \| \| \| \| Alcidae – auks (25 espècies) \| \| \| \| |
|  | |
|  | Stercorariidae – skuas (7 espècies)                                                                  |
|  | |
|  | Alcidae – auks (25 espècies)                                                                         |
|  | |

|  | Stercorariidae – skuas (7 espècies) |
|  |                                     |
|  | Alcidae – auks (25 espècies)        |
|  |                                     |

|  | Rostratulidae – painted-snipes (3 espècies) |
|  |                                             |
|  | Jacanidae – jacanas (8 espècies)            |
|  |                                             |

|  | Pedionomidae – plains-wanderer         |
|  |                                        |
|  | Thinocoridae – seedsnipes (4 espècies) |
|  |                                        |

|  | Rostratulidae – painted-snipes (3 espècies) |
|  |                                             |
|  | Jacanidae – jacanas (8 espècies)            |
|  |                                             |

|  | Pedionomidae – plains-wanderer         |
|  |                                        |
|  | Thinocoridae – seedsnipes (4 espècies) |
|  |                                        |

|  | Rostratulidae – painted-snipes (3 espècies) |
|  |                                             |
|  | Jacanidae – jacanas (8 espècies)            |
|  |                                             |

|  | Pedionomidae – plains-wanderer         |
|  |                                        |
|  | Thinocoridae – seedsnipes (4 espècies) |
|  |                                        |

|  | Rostratulidae – painted-snipes (3 espècies) |
|  |                                             |
|  | Jacanidae – jacanas (8 espècies)            |
|  |                                             |

|  | Pedionomidae – plains-wanderer         |
|  |                                        |
|  | Thinocoridae – seedsnipes (4 espècies) |
|  |                                        |

|  | Dromadidae – cranc-plover                        |
|  |                                                  |
|  | Glareolidae – cursers, pratincoles (17 espècies) |
|  |                                                  |

|  | Laridae – gavines, xatracs, skimmers (103 espècies)                                                  |
|  | |
|  | \| \| Stercorariidae – skuas (7 espècies) \| \| \| \| \| \| Alcidae – auks (25 espècies) \| \| \| \| |
|  | |
|  | Stercorariidae – skuas (7 espècies)                                                                  |
|  | |
|  | Alcidae – auks (25 espècies)                                                                         |
|  | |

|  | Stercorariidae – skuas (7 espècies) |
|  |                                     |
|  | Alcidae – auks (25 espècies)        |
|  |                                     |

|  | Dromadidae – cranc-plover                        |
|  |                                                  |
|  | Glareolidae – cursers, pratincoles (17 espècies) |
|  |                                                  |

|  | Laridae – gavines, xatracs, skimmers (103 espècies)                                                  |
|  | |
|  | \| \| Stercorariidae – skuas (7 espècies) \| \| \| \| \| \| Alcidae – auks (25 espècies) \| \| \| \| |
|  | |
|  | Stercorariidae – skuas (7 espècies)                                                                  |
|  | |
|  | Alcidae – auks (25 espècies)                                                                         |
|  | |

|  | Stercorariidae – skuas (7 espècies) |
|  |                                     |
|  | Alcidae – auks (25 espècies)        |
|  |                                     |

|  | Dromadidae – cranc-plover                        |
|  |                                                  |
|  | Glareolidae – cursers, pratincoles (17 espècies) |
|  |                                                  |

|  | Laridae – gavines, xatracs, skimmers (103 espècies)                                                  |
|  | |
|  | \| \| Stercorariidae – skuas (7 espècies) \| \| \| \| \| \| Alcidae – auks (25 espècies) \| \| \| \| |
|  | |
|  | Stercorariidae – skuas (7 espècies)                                                                  |
|  | |
|  | Alcidae – auks (25 espècies)                                                                         |
|  | |

|  | Stercorariidae – skuas (7 espècies) |
|  |                                     |
|  | Alcidae – auks (25 espècies)        |
|  |                                     |

|  | Dromadidae – cranc-plover                        |
|  |                                                  |
|  | Glareolidae – cursers, pratincoles (17 espècies) |
|  |                                                  |

|  | Laridae – gavines, xatracs, skimmers (103 espècies)                                                  |
|  | |
|  | \| \| Stercorariidae – skuas (7 espècies) \| \| \| \| \| \| Alcidae – auks (25 espècies) \| \| \| \| |
|  | |
|  | Stercorariidae – skuas (7 espècies)                                                                  |
|  | |
|  | Alcidae – auks (25 espècies)                                                                         |
|  | |

|  | Stercorariidae – skuas (7 espècies) |
|  |                                     |
|  | Alcidae – auks (25 espècies)        |
|  |                                     |

|  | Burhinidae – stone-curlews, thick-knees (10 espècies)                                                       |
|  | |
|  | \| \| Pluvianellidae – Magellanic Plover \| \| \| \| \| \| Chionidae – sheathbills (2 espècies) \| \| \| \| |
|  | |
|  | Pluvianellidae – Magellanic Plover                                                                          |
|  | |
|  | Chionidae – sheathbills (2 espècies)                                                                        |
|  | |

|  | Pluvianellidae – Magellanic Plover   |
|  |                                      |
|  | Chionidae – sheathbills (2 espècies) |
|  |                                      |

|  | Recurvirostridae – stilts, avocets (10 espècies)                                                             |
|  | |
|  | \| \| Ibidorhynchidae – ibisbill \| \| \| \| \| \| Haematopodidae – oystercatchers (12 espècies) \| \| \| \| |
|  | |
|  | Ibidorhynchidae – ibisbill                                                                                   |
|  | |
|  | Haematopodidae – oystercatchers (12 espècies)                                                                |
|  | |

|  | Ibidorhynchidae – ibisbill                    |
|  |                                               |
|  | Haematopodidae – oystercatchers (12 espècies) |
|  |                                               |

|  | Recurvirostridae – stilts, avocets (10 espècies)                                                             |
|  | |
|  | \| \| Ibidorhynchidae – ibisbill \| \| \| \| \| \| Haematopodidae – oystercatchers (12 espècies) \| \| \| \| |
|  | |
|  | Ibidorhynchidae – ibisbill                                                                                   |
|  | |
|  | Haematopodidae – oystercatchers (12 espècies)                                                                |
|  | |

|  | Ibidorhynchidae – ibisbill                    |
|  |                                               |
|  | Haematopodidae – oystercatchers (12 espècies) |
|  |                                               |

|  | Recurvirostridae – stilts, avocets (10 espècies)                                                             |
|  | |
|  | \| \| Ibidorhynchidae – ibisbill \| \| \| \| \| \| Haematopodidae – oystercatchers (12 espècies) \| \| \| \| |
|  | |
|  | Ibidorhynchidae – ibisbill                                                                                   |
|  | |
|  | Haematopodidae – oystercatchers (12 espècies)                                                                |
|  | |

|  | Ibidorhynchidae – ibisbill                    |
|  |                                               |
|  | Haematopodidae – oystercatchers (12 espècies) |
|  |                                               |

|  | Recurvirostridae – stilts, avocets (10 espècies)                                                             |
|  | |
|  | \| \| Ibidorhynchidae – ibisbill \| \| \| \| \| \| Haematopodidae – oystercatchers (12 espècies) \| \| \| \| |
|  | |
|  | Ibidorhynchidae – ibisbill                                                                                   |
|  | |
|  | Haematopodidae – oystercatchers (12 espècies)                                                                |
|  | |

|  | Ibidorhynchidae – ibisbill                    |
|  |                                               |
|  | Haematopodidae – oystercatchers (12 espècies) |
|  |                                               |

|  | Burhinidae – stone-curlews, thick-knees (10 espècies)                                                       |
|  | |
|  | \| \| Pluvianellidae – Magellanic Plover \| \| \| \| \| \| Chionidae – sheathbills (2 espècies) \| \| \| \| |
|  | |
|  | Pluvianellidae – Magellanic Plover                                                                          |
|  | |
|  | Chionidae – sheathbills (2 espècies)                                                                        |
|  | |

|  | Pluvianellidae – Magellanic Plover   |
|  |                                      |
|  | Chionidae – sheathbills (2 espècies) |
|  |                                      |

|  | Recurvirostridae – stilts, avocets (10 espècies)                                                             |
|  | |
|  | \| \| Ibidorhynchidae – ibisbill \| \| \| \| \| \| Haematopodidae – oystercatchers (12 espècies) \| \| \| \| |
|  | |
|  | Ibidorhynchidae – ibisbill                                                                                   |
|  | |
|  | Haematopodidae – oystercatchers (12 espècies)                                                                |
|  | |

|  | Ibidorhynchidae – ibisbill                    |
|  |                                               |
|  | Haematopodidae – oystercatchers (12 espècies) |
|  |                                               |

|  | Recurvirostridae – stilts, avocets (10 espècies)                                                             |
|  | |
|  | \| \| Ibidorhynchidae – ibisbill \| \| \| \| \| \| Haematopodidae – oystercatchers (12 espècies) \| \| \| \| |
|  | |
|  | Ibidorhynchidae – ibisbill                                                                                   |
|  | |
|  | Haematopodidae – oystercatchers (12 espècies)                                                                |
|  | |

|  | Ibidorhynchidae – ibisbill                    |
|  |                                               |
|  | Haematopodidae – oystercatchers (12 espècies) |
|  |                                               |

|  | Recurvirostridae – stilts, avocets (10 espècies)                                                             |
|  | |
|  | \| \| Ibidorhynchidae – ibisbill \| \| \| \| \| \| Haematopodidae – oystercatchers (12 espècies) \| \| \| \| |
|  | |
|  | Ibidorhynchidae – ibisbill                                                                                   |
|  | |
|  | Haematopodidae – oystercatchers (12 espècies)                                                                |
|  | |

|  | Ibidorhynchidae – ibisbill                    |
|  |                                               |
|  | Haematopodidae – oystercatchers (12 espècies) |
|  |                                               |

|  | Recurvirostridae – stilts, avocets (10 espècies)                                                             |
|  | |
|  | \| \| Ibidorhynchidae – ibisbill \| \| \| \| \| \| Haematopodidae – oystercatchers (12 espècies) \| \| \| \| |
|  | |
|  | Ibidorhynchidae – ibisbill                                                                                   |
|  | |
|  | Haematopodidae – oystercatchers (12 espècies)                                                                |
|  | |

|  | Ibidorhynchidae – ibisbill                    |
|  |                                               |
|  | Haematopodidae – oystercatchers (12 espècies) |
|  |                                               |

|  | Rostratulidae – painted-snipes (3 espècies) |
|  |                                             |
|  | Jacanidae – jacanas (8 espècies)            |
|  |                                             |

|  | Pedionomidae – plains-wanderer         |
|  |                                        |
|  | Thinocoridae – seedsnipes (4 espècies) |
|  |                                        |

|  | Rostratulidae – painted-snipes (3 espècies) |
|  |                                             |
|  | Jacanidae – jacanas (8 espècies)            |
|  |                                             |

|  | Pedionomidae – plains-wanderer         |
|  |                                        |
|  | Thinocoridae – seedsnipes (4 espècies) |
|  |                                        |

|  | Rostratulidae – painted-snipes (3 espècies) |
|  |                                             |
|  | Jacanidae – jacanas (8 espècies)            |
|  |                                             |

|  | Pedionomidae – plains-wanderer         |
|  |                                        |
|  | Thinocoridae – seedsnipes (4 espècies) |
|  |                                        |

|  | Rostratulidae – painted-snipes (3 espècies) |
|  |                                             |
|  | Jacanidae – jacanas (8 espècies)            |
|  |                                             |

|  | Pedionomidae – plains-wanderer         |
|  |                                        |
|  | Thinocoridae – seedsnipes (4 espècies) |
|  |                                        |

|  | Dromadidae – cranc-plover                        |
|  |                                                  |
|  | Glareolidae – cursers, pratincoles (17 espècies) |
|  |                                                  |

|  | Laridae – gavines, xatracs, skimmers (103 espècies)                                                  |
|  | |
|  | \| \| Stercorariidae – skuas (7 espècies) \| \| \| \| \| \| Alcidae – auks (25 espècies) \| \| \| \| |
|  | |
|  | Stercorariidae – skuas (7 espècies)                                                                  |
|  | |
|  | Alcidae – auks (25 espècies)                                                                         |
|  | |

|  | Stercorariidae – skuas (7 espècies) |
|  |                                     |
|  | Alcidae – auks (25 espècies)        |
|  |                                     |

|  | Dromadidae – cranc-plover                        |
|  |                                                  |
|  | Glareolidae – cursers, pratincoles (17 espècies) |
|  |                                                  |

|  | Laridae – gavines, xatracs, skimmers (103 espècies)                                                  |
|  | |
|  | \| \| Stercorariidae – skuas (7 espècies) \| \| \| \| \| \| Alcidae – auks (25 espècies) \| \| \| \| |
|  | |
|  | Stercorariidae – skuas (7 espècies)                                                                  |
|  | |
|  | Alcidae – auks (25 espècies)                                                                         |
|  | |

|  | Stercorariidae – skuas (7 espècies) |
|  |                                     |
|  | Alcidae – auks (25 espècies)        |
|  |                                     |

|  | Dromadidae – cranc-plover                        |
|  |                                                  |
|  | Glareolidae – cursers, pratincoles (17 espècies) |
|  |                                                  |

|  | Laridae – gavines, xatracs, skimmers (103 espècies)                                                  |
|  | |
|  | \| \| Stercorariidae – skuas (7 espècies) \| \| \| \| \| \| Alcidae – auks (25 espècies) \| \| \| \| |
|  | |
|  | Stercorariidae – skuas (7 espècies)                                                                  |
|  | |
|  | Alcidae – auks (25 espècies)                                                                         |
|  | |

|  | Stercorariidae – skuas (7 espècies) |
|  |                                     |
|  | Alcidae – auks (25 espècies)        |
|  |                                     |

|  | Dromadidae – cranc-plover                        |
|  |                                                  |
|  | Glareolidae – cursers, pratincoles (17 espècies) |
|  |                                                  |

|  | Laridae – gavines, xatracs, skimmers (103 espècies)                                                  |
|  | |
|  | \| \| Stercorariidae – skuas (7 espècies) \| \| \| \| \| \| Alcidae – auks (25 espècies) \| \| \| \| |
|  | |
|  | Stercorariidae – skuas (7 espècies)                                                                  |
|  | |
|  | Alcidae – auks (25 espècies)                                                                         |
|  | |

|  | Stercorariidae – skuas (7 espècies) |
|  |                                     |
|  | Alcidae – auks (25 espècies)        |
|  |                                     |

|  | Rostratulidae – painted-snipes (3 espècies) |
|  |                                             |
|  | Jacanidae – jacanas (8 espècies)            |
|  |                                             |

|  | Pedionomidae – plains-wanderer         |
|  |                                        |
|  | Thinocoridae – seedsnipes (4 espècies) |
|  |                                        |

|  | Rostratulidae – painted-snipes (3 espècies) |
|  |                                             |
|  | Jacanidae – jacanas (8 espècies)            |
|  |                                             |

|  | Pedionomidae – plains-wanderer         |
|  |                                        |
|  | Thinocoridae – seedsnipes (4 espècies) |
|  |                                        |

|  | Rostratulidae – painted-snipes (3 espècies) |
|  |                                             |
|  | Jacanidae – jacanas (8 espècies)            |
|  |                                             |

|  | Pedionomidae – plains-wanderer         |
|  |                                        |
|  | Thinocoridae – seedsnipes (4 espècies) |
|  |                                        |

|  | Rostratulidae – painted-snipes (3 espècies) |
|  |                                             |
|  | Jacanidae – jacanas (8 espècies)            |
|  |                                             |

|  | Pedionomidae – plains-wanderer         |
|  |                                        |
|  | Thinocoridae – seedsnipes (4 espècies) |
|  |                                        |

|  | Dromadidae – cranc-plover                        |
|  |                                                  |
|  | Glareolidae – cursers, pratincoles (17 espècies) |
|  |                                                  |

|  | Laridae – gavines, xatracs, skimmers (103 espècies)                                                  |
|  | |
|  | \| \| Stercorariidae – skuas (7 espècies) \| \| \| \| \| \| Alcidae – auks (25 espècies) \| \| \| \| |
|  | |
|  | Stercorariidae – skuas (7 espècies)                                                                  |
|  | |
|  | Alcidae – auks (25 espècies)                                                                         |
|  | |

|  | Stercorariidae – skuas (7 espècies) |
|  |                                     |
|  | Alcidae – auks (25 espècies)        |
|  |                                     |

|  | Dromadidae – cranc-plover                        |
|  |                                                  |
|  | Glareolidae – cursers, pratincoles (17 espècies) |
|  |                                                  |

|  | Laridae – gavines, xatracs, skimmers (103 espècies)                                                  |
|  | |
|  | \| \| Stercorariidae – skuas (7 espècies) \| \| \| \| \| \| Alcidae – auks (25 espècies) \| \| \| \| |
|  | |
|  | Stercorariidae – skuas (7 espècies)                                                                  |
|  | |
|  | Alcidae – auks (25 espècies)                                                                         |
|  | |

|  | Stercorariidae – skuas (7 espècies) |
|  |                                     |
|  | Alcidae – auks (25 espècies)        |
|  |                                     |

|  | Dromadidae – cranc-plover                        |
|  |                                                  |
|  | Glareolidae – cursers, pratincoles (17 espècies) |
|  |                                                  |

|  | Laridae – gavines, xatracs, skimmers (103 espècies)                                                  |
|  | |
|  | \| \| Stercorariidae – skuas (7 espècies) \| \| \| \| \| \| Alcidae – auks (25 espècies) \| \| \| \| |
|  | |
|  | Stercorariidae – skuas (7 espècies)                                                                  |
|  | |
|  | Alcidae – auks (25 espècies)                                                                         |
|  | |

|  | Stercorariidae – skuas (7 espècies) |
|  |                                     |
|  | Alcidae – auks (25 espècies)        |
|  |                                     |

|  | Dromadidae – cranc-plover                        |
|  |                                                  |
|  | Glareolidae – cursers, pratincoles (17 espècies) |
|  |                                                  |

|  | Laridae – gavines, xatracs, skimmers (103 espècies)                                                  |
|  | |
|  | \| \| Stercorariidae – skuas (7 espècies) \| \| \| \| \| \| Alcidae – auks (25 espècies) \| \| \| \| |
|  | |
|  | Stercorariidae – skuas (7 espècies)                                                                  |
|  | |
|  | Alcidae – auks (25 espècies)                                                                         |
|  | |

|  | Stercorariidae – skuas (7 espècies) |
|  |                                     |
|  | Alcidae – auks (25 espècies)        |
|  |                                     |

|  | Burhinidae – stone-curlews, thick-knees (10 espècies)                                                       |
|  | |
|  | \| \| Pluvianellidae – Magellanic Plover \| \| \| \| \| \| Chionidae – sheathbills (2 espècies) \| \| \| \| |
|  | |
|  | Pluvianellidae – Magellanic Plover                                                                          |
|  | |
|  | Chionidae – sheathbills (2 espècies)                                                                        |
|  | |

|  | Pluvianellidae – Magellanic Plover   |
|  |                                      |
|  | Chionidae – sheathbills (2 espècies) |
|  |                                      |

|  | Recurvirostridae – stilts, avocets (10 espècies)                                                             |
|  | |
|  | \| \| Ibidorhynchidae – ibisbill \| \| \| \| \| \| Haematopodidae – oystercatchers (12 espècies) \| \| \| \| |
|  | |
|  | Ibidorhynchidae – ibisbill                                                                                   |
|  | |
|  | Haematopodidae – oystercatchers (12 espècies)                                                                |
|  | |

|  | Ibidorhynchidae – ibisbill                    |
|  |                                               |
|  | Haematopodidae – oystercatchers (12 espècies) |
|  |                                               |

|  | Recurvirostridae – stilts, avocets (10 espècies)                                                             |
|  | |
|  | \| \| Ibidorhynchidae – ibisbill \| \| \| \| \| \| Haematopodidae – oystercatchers (12 espècies) \| \| \| \| |
|  | |
|  | Ibidorhynchidae – ibisbill                                                                                   |
|  | |
|  | Haematopodidae – oystercatchers (12 espècies)                                                                |
|  | |

|  | Ibidorhynchidae – ibisbill                    |
|  |                                               |
|  | Haematopodidae – oystercatchers (12 espècies) |
|  |                                               |

|  | Recurvirostridae – stilts, avocets (10 espècies)                                                             |
|  | |
|  | \| \| Ibidorhynchidae – ibisbill \| \| \| \| \| \| Haematopodidae – oystercatchers (12 espècies) \| \| \| \| |
|  | |
|  | Ibidorhynchidae – ibisbill                                                                                   |
|  | |
|  | Haematopodidae – oystercatchers (12 espècies)                                                                |
|  | |

|  | Ibidorhynchidae – ibisbill                    |
|  |                                               |
|  | Haematopodidae – oystercatchers (12 espècies) |
|  |                                               |

|  | Recurvirostridae – stilts, avocets (10 espècies)                                                             |
|  | |
|  | \| \| Ibidorhynchidae – ibisbill \| \| \| \| \| \| Haematopodidae – oystercatchers (12 espècies) \| \| \| \| |
|  | |
|  | Ibidorhynchidae – ibisbill                                                                                   |
|  | |
|  | Haematopodidae – oystercatchers (12 espècies)                                                                |
|  | |

|  | Ibidorhynchidae – ibisbill                    |
|  |                                               |
|  | Haematopodidae – oystercatchers (12 espècies) |
|  |                                               |

|  | Burhinidae – stone-curlews, thick-knees (10 espècies)                                                       |
|  | |
|  | \| \| Pluvianellidae – Magellanic Plover \| \| \| \| \| \| Chionidae – sheathbills (2 espècies) \| \| \| \| |
|  | |
|  | Pluvianellidae – Magellanic Plover                                                                          |
|  | |
|  | Chionidae – sheathbills (2 espècies)                                                                        |
|  | |

|  | Pluvianellidae – Magellanic Plover   |
|  |                                      |
|  | Chionidae – sheathbills (2 espècies) |
|  |                                      |

|  | Recurvirostridae – stilts, avocets (10 espècies)                                                             |
|  | |
|  | \| \| Ibidorhynchidae – ibisbill \| \| \| \| \| \| Haematopodidae – oystercatchers (12 espècies) \| \| \| \| |
|  | |
|  | Ibidorhynchidae – ibisbill                                                                                   |
|  | |
|  | Haematopodidae – oystercatchers (12 espècies)                                                                |
|  | |

|  | Ibidorhynchidae – ibisbill                    |
|  |                                               |
|  | Haematopodidae – oystercatchers (12 espècies) |
|  |                                               |

|  | Recurvirostridae – stilts, avocets (10 espècies)                                                             |
|  | |
|  | \| \| Ibidorhynchidae – ibisbill \| \| \| \| \| \| Haematopodidae – oystercatchers (12 espècies) \| \| \| \| |
|  | |
|  | Ibidorhynchidae – ibisbill                                                                                   |
|  | |
|  | Haematopodidae – oystercatchers (12 espècies)                                                                |
|  | |

|  | Ibidorhynchidae – ibisbill                    |
|  |                                               |
|  | Haematopodidae – oystercatchers (12 espècies) |
|  |                                               |

|  | Recurvirostridae – stilts, avocets (10 espècies)                                                             |
|  | |
|  | \| \| Ibidorhynchidae – ibisbill \| \| \| \| \| \| Haematopodidae – oystercatchers (12 espècies) \| \| \| \| |
|  | |
|  | Ibidorhynchidae – ibisbill                                                                                   |
|  | |
|  | Haematopodidae – oystercatchers (12 espècies)                                                                |
|  | |

|  | Ibidorhynchidae – ibisbill                    |
|  |                                               |
|  | Haematopodidae – oystercatchers (12 espècies) |
|  |                                               |

|  | Recurvirostridae – stilts, avocets (10 espècies)                                                             |
|  | |
|  | \| \| Ibidorhynchidae – ibisbill \| \| \| \| \| \| Haematopodidae – oystercatchers (12 espècies) \| \| \| \| |
|  | |
|  | Ibidorhynchidae – ibisbill                                                                                   |
|  | |
|  | Haematopodidae – oystercatchers (12 espècies)                                                                |
|  | |

|  | Ibidorhynchidae – ibisbill                    |
|  |                                               |
|  | Haematopodidae – oystercatchers (12 espècies) |
|  |                                               |

|  | Rostratulidae – painted-snipes (3 espècies) |
|  |                                             |
|  | Jacanidae – jacanas (8 espècies)            |
|  |                                             |

|  | Pedionomidae – plains-wanderer         |
|  |                                        |
|  | Thinocoridae – seedsnipes (4 espècies) |
|  |                                        |

|  | Rostratulidae – painted-snipes (3 espècies) |
|  |                                             |
|  | Jacanidae – jacanas (8 espècies)            |
|  |                                             |

|  | Pedionomidae – plains-wanderer         |
|  |                                        |
|  | Thinocoridae – seedsnipes (4 espècies) |
|  |                                        |

|  | Rostratulidae – painted-snipes (3 espècies) |
|  |                                             |
|  | Jacanidae – jacanas (8 espècies)            |
|  |                                             |

|  | Pedionomidae – plains-wanderer         |
|  |                                        |
|  | Thinocoridae – seedsnipes (4 espècies) |
|  |                                        |

|  | Rostratulidae – painted-snipes (3 espècies) |
|  |                                             |
|  | Jacanidae – jacanas (8 espècies)            |
|  |                                             |

|  | Pedionomidae – plains-wanderer         |
|  |                                        |
|  | Thinocoridae – seedsnipes (4 espècies) |
|  |                                        |

|  | Dromadidae – cranc-plover                        |
|  |                                                  |
|  | Glareolidae – cursers, pratincoles (17 espècies) |
|  |                                                  |

|  | Laridae – gavines, xatracs, skimmers (103 espècies)                                                  |
|  | |
|  | \| \| Stercorariidae – skuas (7 espècies) \| \| \| \| \| \| Alcidae – auks (25 espècies) \| \| \| \| |
|  | |
|  | Stercorariidae – skuas (7 espècies)                                                                  |
|  | |
|  | Alcidae – auks (25 espècies)                                                                         |
|  | |

|  | Stercorariidae – skuas (7 espècies) |
|  |                                     |
|  | Alcidae – auks (25 espècies)        |
|  |                                     |

|  | Dromadidae – cranc-plover                        |
|  |                                                  |
|  | Glareolidae – cursers, pratincoles (17 espècies) |
|  |                                                  |

|  | Laridae – gavines, xatracs, skimmers (103 espècies)                                                  |
|  | |
|  | \| \| Stercorariidae – skuas (7 espècies) \| \| \| \| \| \| Alcidae – auks (25 espècies) \| \| \| \| |
|  | |
|  | Stercorariidae – skuas (7 espècies)                                                                  |
|  | |
|  | Alcidae – auks (25 espècies)                                                                         |
|  | |

|  | Stercorariidae – skuas (7 espècies) |
|  |                                     |
|  | Alcidae – auks (25 espècies)        |
|  |                                     |

|  | Dromadidae – cranc-plover                        |
|  |                                                  |
|  | Glareolidae – cursers, pratincoles (17 espècies) |
|  |                                                  |

|  | Laridae – gavines, xatracs, skimmers (103 espècies)                                                  |
|  | |
|  | \| \| Stercorariidae – skuas (7 espècies) \| \| \| \| \| \| Alcidae – auks (25 espècies) \| \| \| \| |
|  | |
|  | Stercorariidae – skuas (7 espècies)                                                                  |
|  | |
|  | Alcidae – auks (25 espècies)                                                                         |
|  | |

|  | Stercorariidae – skuas (7 espècies) |
|  |                                     |
|  | Alcidae – auks (25 espècies)        |
|  |                                     |

|  | Dromadidae – cranc-plover                        |
|  |                                                  |
|  | Glareolidae – cursers, pratincoles (17 espècies) |
|  |                                                  |

|  | Laridae – gavines, xatracs, skimmers (103 espècies)                                                  |
|  | |
|  | \| \| Stercorariidae – skuas (7 espècies) \| \| \| \| \| \| Alcidae – auks (25 espècies) \| \| \| \| |
|  | |
|  | Stercorariidae – skuas (7 espècies)                                                                  |
|  | |
|  | Alcidae – auks (25 espècies)                                                                         |
|  | |

|  | Stercorariidae – skuas (7 espècies) |
|  |                                     |
|  | Alcidae – auks (25 espècies)        |
|  |                                     |

|  | Rostratulidae – painted-snipes (3 espècies) |
|  |                                             |
|  | Jacanidae – jacanas (8 espècies)            |
|  |                                             |

|  | Pedionomidae – plains-wanderer         |
|  |                                        |
|  | Thinocoridae – seedsnipes (4 espècies) |
|  |                                        |

|  | Rostratulidae – painted-snipes (3 espècies) |
|  |                                             |
|  | Jacanidae – jacanas (8 espècies)            |
|  |                                             |

|  | Pedionomidae – plains-wanderer         |
|  |                                        |
|  | Thinocoridae – seedsnipes (4 espècies) |
|  |                                        |

|  | Rostratulidae – painted-snipes (3 espècies) |
|  |                                             |
|  | Jacanidae – jacanas (8 espècies)            |
|  |                                             |

|  | Pedionomidae – plains-wanderer         |
|  |                                        |
|  | Thinocoridae – seedsnipes (4 espècies) |
|  |                                        |

|  | Rostratulidae – painted-snipes (3 espècies) |
|  |                                             |
|  | Jacanidae – jacanas (8 espècies)            |
|  |                                             |

|  | Pedionomidae – plains-wanderer         |
|  |                                        |
|  | Thinocoridae – seedsnipes (4 espècies) |
|  |                                        |

|  | Dromadidae – cranc-plover                        |
|  |                                                  |
|  | Glareolidae – cursers, pratincoles (17 espècies) |
|  |                                                  |

|  | Laridae – gavines, xatracs, skimmers (103 espècies)                                                  |
|  | |
|  | \| \| Stercorariidae – skuas (7 espècies) \| \| \| \| \| \| Alcidae – auks (25 espècies) \| \| \| \| |
|  | |
|  | Stercorariidae – skuas (7 espècies)                                                                  |
|  | |
|  | Alcidae – auks (25 espècies)                                                                         |
|  | |

|  | Stercorariidae – skuas (7 espècies) |
|  |                                     |
|  | Alcidae – auks (25 espècies)        |
|  |                                     |

|  | Dromadidae – cranc-plover                        |
|  |                                                  |
|  | Glareolidae – cursers, pratincoles (17 espècies) |
|  |                                                  |

|  | Laridae – gavines, xatracs, skimmers (103 espècies)                                                  |
|  | |
|  | \| \| Stercorariidae – skuas (7 espècies) \| \| \| \| \| \| Alcidae – auks (25 espècies) \| \| \| \| |
|  | |
|  | Stercorariidae – skuas (7 espècies)                                                                  |
|  | |
|  | Alcidae – auks (25 espècies)                                                                         |
|  | |

|  | Stercorariidae – skuas (7 espècies) |
|  |                                     |
|  | Alcidae – auks (25 espècies)        |
|  |                                     |

|  | Dromadidae – cranc-plover                        |
|  |                                                  |
|  | Glareolidae – cursers, pratincoles (17 espècies) |
|  |                                                  |

|  | Laridae – gavines, xatracs, skimmers (103 espècies)                                                  |
|  | |
|  | \| \| Stercorariidae – skuas (7 espècies) \| \| \| \| \| \| Alcidae – auks (25 espècies) \| \| \| \| |
|  | |
|  | Stercorariidae – skuas (7 espècies)                                                                  |
|  | |
|  | Alcidae – auks (25 espècies)                                                                         |
|  | |

|  | Stercorariidae – skuas (7 espècies) |
|  |                                     |
|  | Alcidae – auks (25 espècies)        |
|  |                                     |

|  | Dromadidae – cranc-plover                        |
|  |                                                  |
|  | Glareolidae – cursers, pratincoles (17 espècies) |
|  |                                                  |

|  | Laridae – gavines, xatracs, skimmers (103 espècies)                                                  |
|  | |
|  | \| \| Stercorariidae – skuas (7 espècies) \| \| \| \| \| \| Alcidae – auks (25 espècies) \| \| \| \| |
|  | |
|  | Stercorariidae – skuas (7 espècies)                                                                  |
|  | |
|  | Alcidae – auks (25 espècies)                                                                         |
|  | |

|  | Stercorariidae – skuas (7 espècies) |
|  |                                     |
|  | Alcidae – auks (25 espècies)        |
|  |                                     |